# Margaret Lindhardt
Margaret Lindhardt (født 17. januar 1950 i Esbjerg) er en dansk programmedarbejder og radiovært.
Lindhardt er oprindeligt uddannet folkeskolelærer fra Københavns Dag- og Aftenseminarium og havde været lærer ved Søborg Skole i flere år, da hun i 1981 kom til DR som programmedarbejder. Her var hun udsendelsesleder og vært på en række programmer som Go' morgen P3, Fri Fredag og P4 Aften. Fra 1995 til 2011 var hun vært og tilrettelægger på Giro 413 og igen fra 2014, og Danmark kort. Hun har desuden lagt stemme til flere programmer både i radio og tv. 
I maj 2017 gik hun på pension og blev afløst på Giro 413 af Peter Sten.